# Jumper: Griffin's Story
Jumper: Griffin's Story est un jeu vidéo d'action-aventure sorti le 22 février 2008 sur Xbox 360, PlayStation 2 et Wii. Il est basé sur le film Jumper sorti deux jours plus tôt.

## Accueil
- Game Informer : 1,75/10[1]